# Sala di Costantino
La Sala di Costantino (o dei Pontefici) è uno degli ambienti delle Stanze di Raffaello nei Musei Vaticani. Fu decorato dopo la morte di Raffaello dai suoi allievi utilizzando i suoi cartoni e venendo completata entro il 1524.

## Storia
La quarta e ultima Stanza dell'appartamento al secondo piano del Palazzo Apostolico venne commissionata a Raffaello da Leone X nel 1517, come ricorda Vasari nelle vite del Sanzio e di Giovan Francesco Penni. Il maestro però, negli ultimi frenetici anni di vita, fece in tempo solo a preparare i cartoni, morendo nel 1520. Ulteriori precisazioni sulla vicenda degli affreschi si trovano nella vasariana vita di Giulio Romano: secondo lo storico aretino il Sanzio aveva fatto anche preparare la prima delle pareti della sala per dipingerla a olio. In seguito però i suoi allievi, delusi dai risultati della tecnica, optarono per la tradizionale tecnica a fresco, più rapida e dai risultati di comprovata efficacia, rifacendo una nuova preparazione ma tenendo alcune figure già completate, tra cui la Giustizia e la Mansuetudine.
Sei giorni dopo la morte dell'urbinate, il 12 aprile 1520, Sebastiano del Piombo scrisse all'amico Michelangelo per pregarlo di sfruttare la sua confidenza con il cardinale Giulio de' Medici (futuro Clemente VII) per ottenergli l'incarico della decorazione dell'intera sala. Pare che l'ambasciata del Buonarroti ebbe successo, riuscendo a far affidare al frate veneziano una parte dei lavori, ma l'8 settembre Sebastiano scriveva di nuovo lagnandosi perché l'incarico gli era stato tolto. Si era infatti scontrato con i "garzoni" (cioè gli allievi, in senso dispregiativo) di Raffaello, che si erano rifiutati di fargli usare i cartoni del maestro. Un'altra lettera indirizzata a Michelangelo, da parte di Leonardo Sellaio, datata 15 dicembre 1520, ricorda come il papa, apprestandosi a visitare la sala di Costantino, aveva definito le pitture finora eseguite come "chosa ribalda", cioè di bassa lega.
Tale giudizio non è confermato dalla lettera di circa un anno dopo (16 dicembre 1521) inviata da Baldassarre Castiglione a Federico Gonzaga, in cui il letterato dichiarava la sua ammirazione per il lavoro giunto ormai circa a metà.
L'opera è quindi datata dal 1520 fino al 1524 quando, ormai sotto Clemente VII, Giulio Romano, evidentemente libero da impegni col papa, partì per Mantova. A Raffaello è attribuita l'ideazione del complesso decorativo, ma l'intera stesura e probabilmente anche la composizione delle scene nella parete spetta agli allievi. Durante la Repubblica Romana instaurata dai giacobini e successivamente nel periodo napoleonico, i francesi elaborarono alcuni piani per staccare gli affreschi e renderli portabili per inviarli in Francia, tra gli oggetti spediti al Musée Napoléon nell'ambito delle spoliazioni napoleoniche; l'operazione non venne portata a termine a causa delle difficoltà tecniche, anche a seguito di analoghi e falliti tentativi messi in atto presso la chiesa di San Luigi dei Francesi a Roma.

## Descrizione

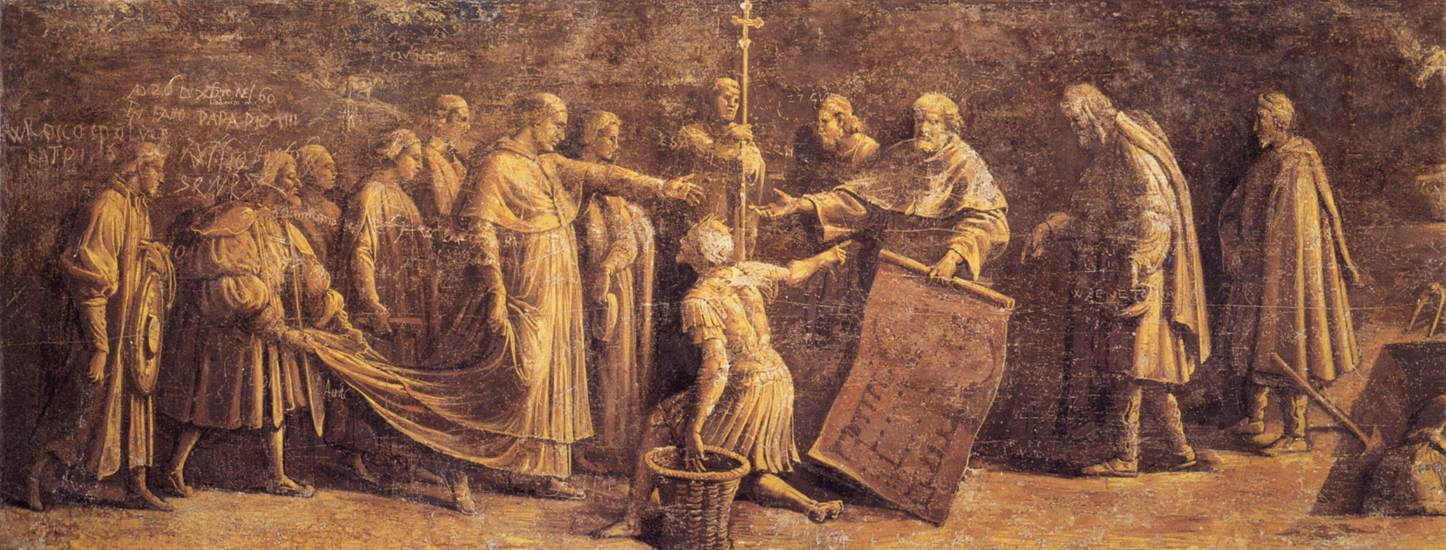
Fondazione della basilica vaticana

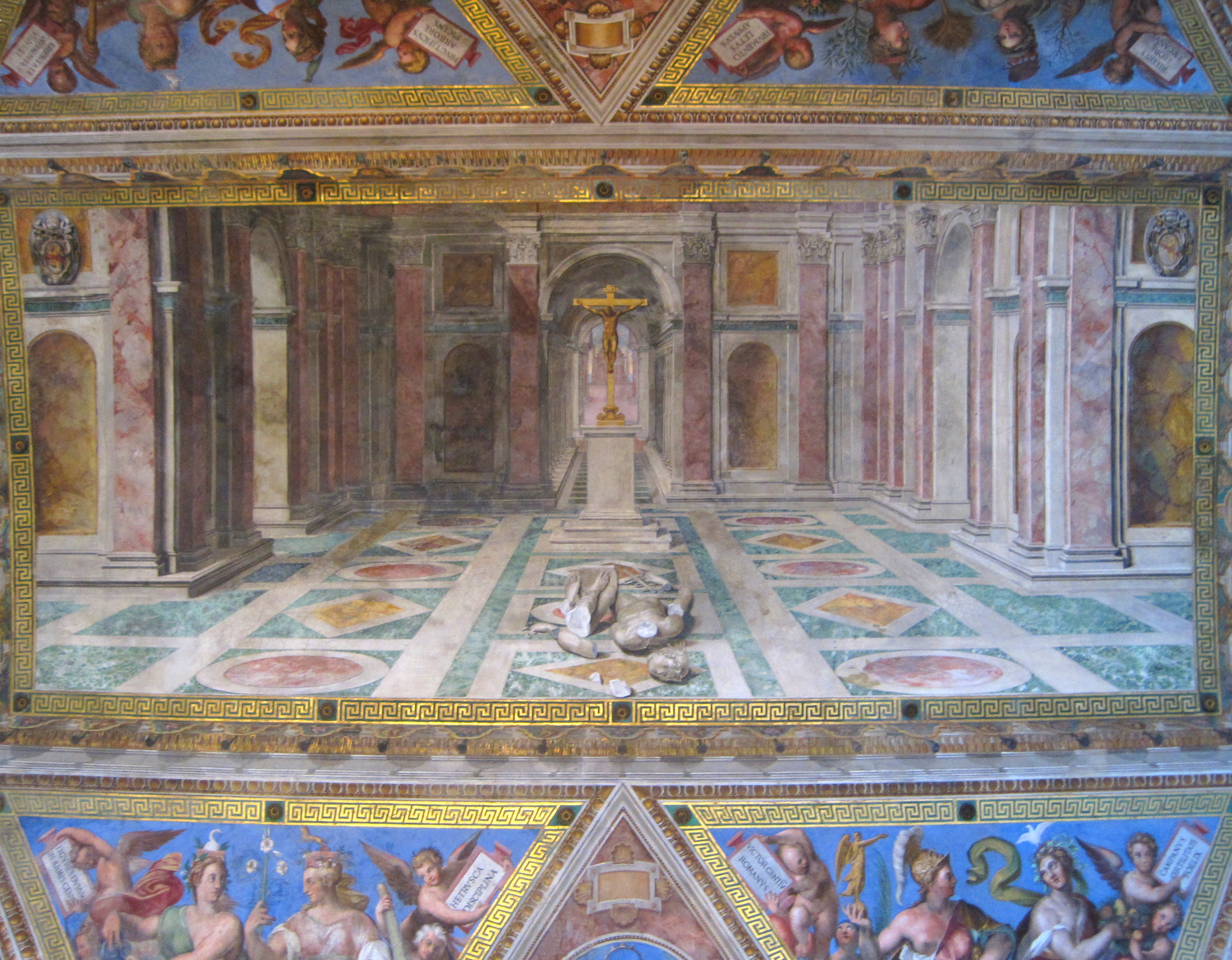
La volta

Il tema iconografico principale, le storie di Costantino Magno, mira all'esaltazione della Chiesa, della sua vittoria sul paganesimo e al suo insediamento nella città di Roma. Si tratta di una celebrazione storico-politica che proseguiva le riflessioni della seconda e della terza stanza.
La sala misura 10x15 metri, con le quattro scene principali che simulano arazzi appesi alle pareti.
Quattro sono gli affreschi principali:
1. Visione della croce
2. Battaglia di Costantino contro Massenzio
3. Battesimo di Costantino
4. Donazione di Roma

Lo zoccolo mostra finte specchiature marmoree con cariatidi sormontate dallo stemma Medici, alternati da episodi della vita di Costantino a monocromo. Sotto la Visione della croce il riquadro maggiore con l'Esercito di Costantino presso Roma e due minori con l'Ingresso in Roma; sotto la Battaglia di Ponte Milvio i Preparativi per la battaglia, Costantino interroga i prigionieri e il Ritrovamento del corpo di Massenzio negli scomparti maggiori, la Levata dal campo, e Nave con guerrieri recanti la testa di Massenzio in quelli minori; sotto il Battesimo di Costantino l'Ordine di bruciare gli editti contro i cristiani e la Fondazione della basilica vaticana; sotto la Donazione di Roma il Ritrovamento della croce, Silvestro guarisce Costantino dalla lebbra e l'Apparizione dei santi Pietro e Paolo a Costantino ammalato.
Negli sguanci tra le finestre si trovano poi episodi allegorici e storici di Perin del Vaga: Pagani convertiti che distruggono idoli, San Silvestro incatena il drago, Costantino torna con la madre Elena da Gerusalemme e San Gregorio compone un'omelia.

### Volta
Il soffitto originario era composto da travi lignee. Nel 1582, sotto Gregorio XIII, venne sostituito da volte e decorato da affreschi, falsando l'effetto della decorazione sottostante. Il tema della decorazione è il Trionfo della religione cristiana, affidato al pittore siciliano Tommaso Laureti. Fu completato nel 1585.
Gli angoli della volta mostrano le imprese di Gregorio XIII, mentre il fregio presenta quattro episodi della vita di Costantino, sopra i quali si trovano gli elementi araldici di Sisto V. Il grande riquadro centrale mostra il Trionfo della religione cristiana, con allusioni alla distruzione dell'idolatria pagana sostituita con l'immagine di Cristo, come Costantino ordinò in tutto l'impero. Attorno al riquadro centrale si trovano otto regioni d'Italia, accoppiate su ciascuno dei quattro pennacchi, e tre continenti: Europa, Asia e Africa.

### Visione della croce

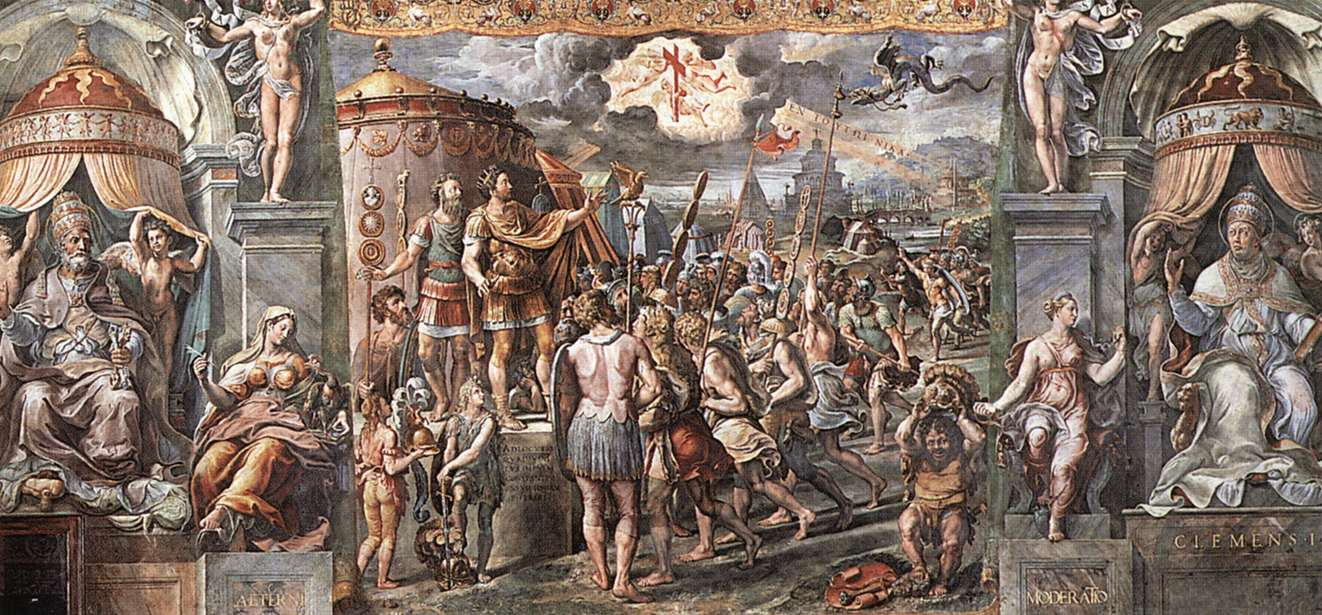
Visione della croce

La Visione della croce è attribuita a Giulio Romano e, per le parti più scadenti, a Raffaellino del Colle. Il soggetto del dipinto è l'episodio che la tradizione tramanda come accaduto alla vigilia della battaglia di Ponte Milvio, quando Costantino avrebbe avuto la visione premonitrice di una croce in cielo e della scritta "In hoc signo vinces".
La scena si ispira, nella composizione generale, agli episodi dell'Adlocutio presenti in numerosi rilievi dell'Antica Roma (come sulla Colonna Traiana o sull'Arco di Costantino). Mostra infatti il comandante che, da un piano rialzato, arringa l'esercito per spronarlo alla vittoria.
Ai lati si trovano San Clemente tra la Mansuetudine e la Moderazione e San Pietro tra l'Eternità e la Chiesa.

### Battaglia di Costantino contro Massenzio

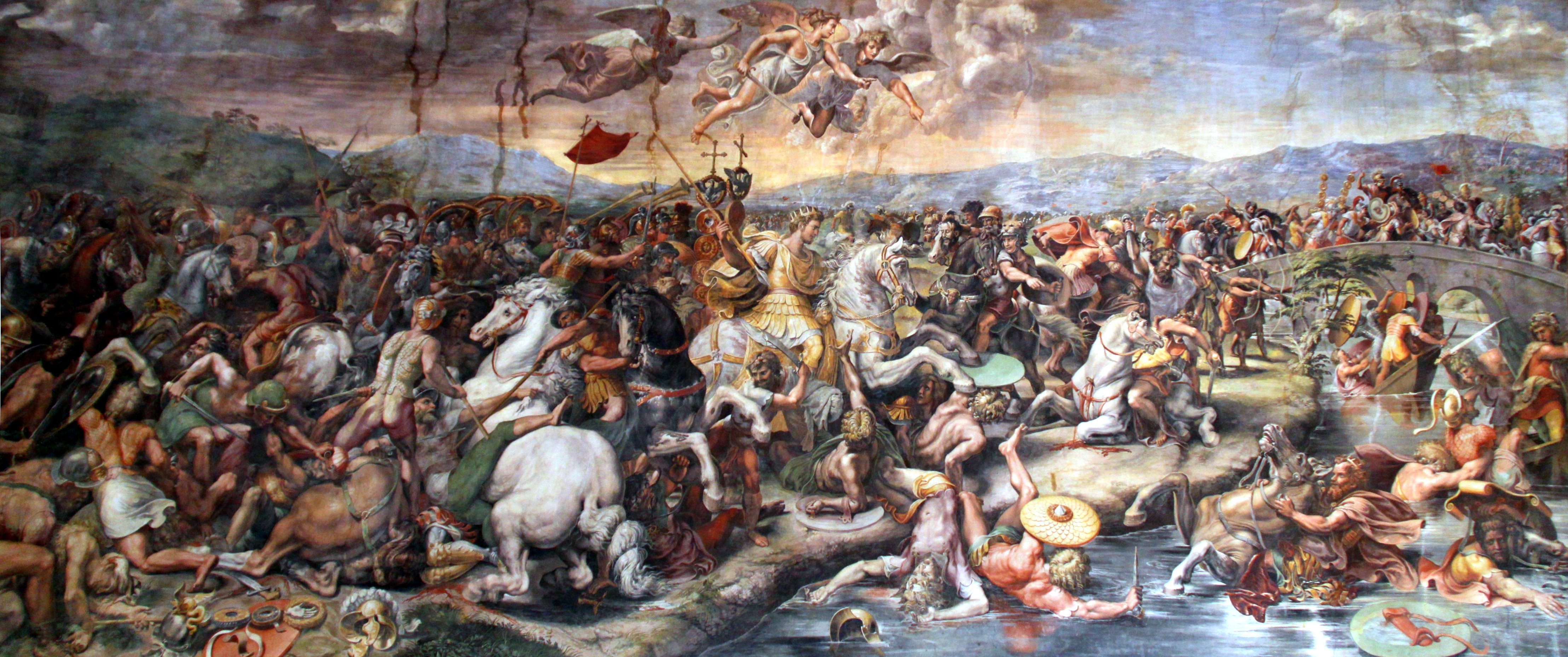
Battaglia di Costantino contro Massenzio

La Battaglia di Costantino contro Massenzio è attribuita a Giulio Romano. Il soggetto è la battaglia di Ponte Milvio, quando Costantino sconfisse Massenzio. La convulsa scena è ispirata ai rilievi sui sarcofagi romani e su altri monumenti, con l'imperatore che ad esempio è plasmato su quello del fregio traianeo nell'Arco di Costantino.
Al centro incede trionfante Costantino su un cavallo bianco, che macina i nemici sotto gli zoccoli. Gli si parano davanti le truppe avversarie, che si piegano però alla sua inarrestabile avanzata. A destra si vede il ponte Milvio, strapieno di soldati; nel fiume le barche dell'esercito di Massenzio vengono colpite e fatte rovesciare dagli arcieri, mentre altri soldati vi cadono per la spinta della zuffa; tra questi, in basso a sinistra, si trova anche Massenzio a cavallo, riconoscibile per la corona in testa, che è ormai inevitabilmente destinato alla sconfitta. In alto tre apparizioni angeliche confermano l'esito divino della battaglia.
Ai lati si trovano, da sinistra, San Silvestro I (in realtà l'iscrizione è probabilmente errata, poiché il papa è già presente sulla parete opposta, più probabilmente Alessandro I) tra la Fede e la Religione e Urbano I tra la Giustizia e la Carità.

### Battesimo di Costantino

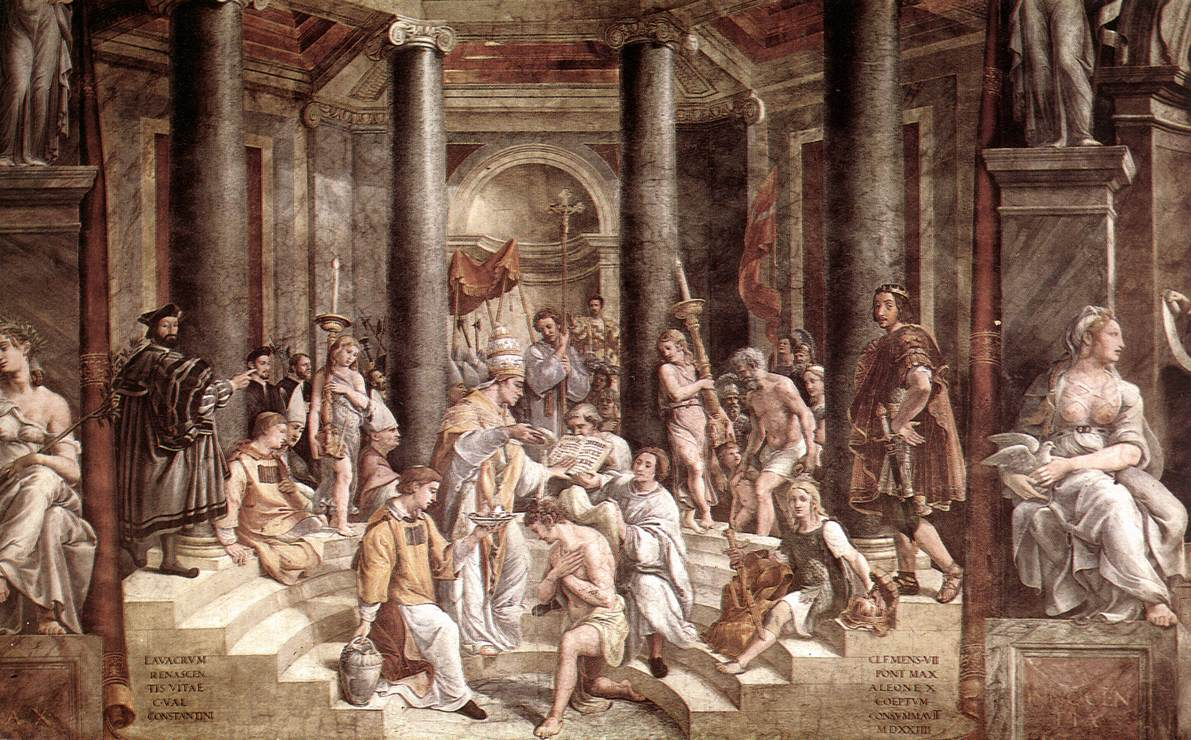
Battesimo di Costantino

Il Battesimo di Costantino è di solito riferita al Penni, con qualche intervento di Giulio Romano, forse nell'architettura. La scena è ambientata in un edificio a pianta centrale che ricorda il Battistero Lateranense, nonché altri progetti di Raffaello di quegli anni. Il papa, che ha le sembianze di Clemente VII, si trova al centro dell'edificio tra assistenti e sta versando l'acqua sul capo dell'imperatore inginocchiato seminudo. Assistono due personaggi contemporanei ai lati, Carlo V e Francesco I di Francia.
Ai lati dell'affresco si trovano, da sinistra, San Damaso I tra la  Prudenza e la Pace e San Leone Magno tra l'Innocenza e la Fortezza.

### Donazione di Roma

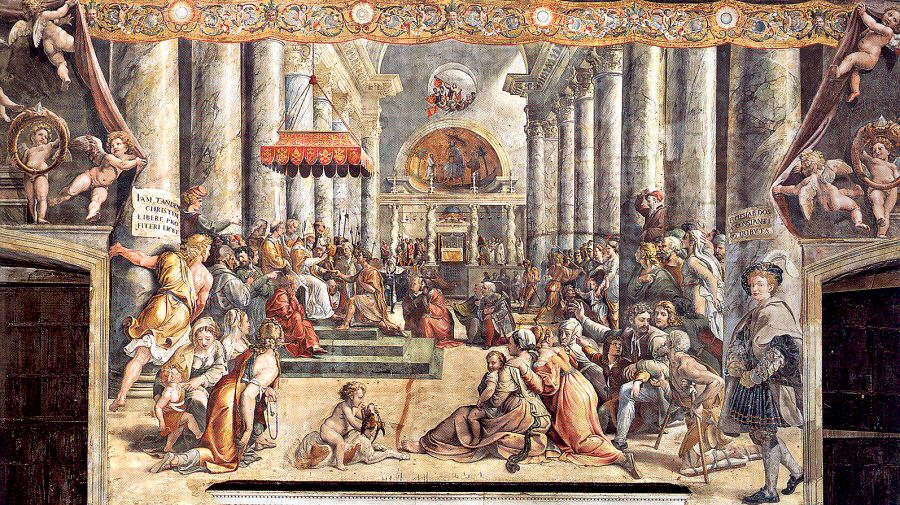
Donazione di Roma

L'esecuzione della Donazione di Roma è di solito riferita a Giulio Romano, forse con l'aiuto del Penni e di Raffaellino del Colle. La Donazione di Costantino è l'episodio leggendario secondo cui l'imperatore romano fece dono a papa Silvestro I della città di Roma e dei territori pertinenti, fondando il potere temporale del vescovo di Roma. I pontefici medicei ignorarono però la confutazione del falso storico di Lorenzo Valla, concludendo tutto il ciclo delle Stanze, celebrante il papato, proprio con questa scena.
La scena è ambientata all'interno di un edificio che ricorda l'antica basilica di San Pietro, con la lunga navata paleocristiana in prospettiva, l'abside decorata da mosaici e la tomba dell'apostolo Pietro con le colonne tortili in fondo presso l'altare. In secondo piano, dietro una serie di personaggi che hanno il compito di dirigere l'occhio dello spettatore in profondità, si svolge la scena della donazione. Il papa, seduto sulla cattedra, riceve dall'imperatore una statua dorata della Dea Roma, simbolo della sovranità sulla città. Vasari elencò vari ritratti tra i personaggi.
Ai lati si trovano i papi Gregorio Magno e Silvestro I. Lo spazio ridotto, legato alla presenza delle finestre, non consentì l'inserimento di figure allegoriche. Sopra le finestre si trovano putti che reggono anelli di diamante, emblema araldico dei Medici.

### ComitaseIustitia
I lavori della Sala di Costantino iniziarono a fine 1520 e terminarono nel 1524: Raffaello era, quindi, già morto e perciò si è sempre pensato che non avesse mai lavorato in questa sala. Tuttavia nel 2020, a seguito di un restauro durato cinque anni, si determinò che due figure allegoriche presenti in questo ambiente (la Comitas, ovvero la Mansuetudine, dipinta con un agnello, e la Iustitia, personificazione della Giustizia, raffigurata con una bilancia a due piatti in mano) sono state dipinte dal maestro. Il restauro ha dimostrato che queste due allegorie sono state eseguite prima di tutti gli altri affreschi presenti nella sala: prima, quindi, della fine del 1520, mentre Raffaello era ancora vivo.
Le due donne si differenziano dalle altre figure umane rappresentate in questa Sala nelle sfumature, nelle espressioni, nei colori, nel chiaroscuro e soprattutto nella precisione dei particolari. E sono molto simili a varie figure femminili dipinte in quel periodo dall'Urbinate, come la famosa Fornarina.
La Comitas e la Iustitia sono state dipinte con una tecnica diversa: pur essendo un affresco, è stata utilizzata la pittura ad olio, tipica delle opere di Raffaello. Per di più sono stati ritrovati dei chiodi sotto le allegorie: con essi, l'Urbinate aveva ancorato al muro della pece stesa a caldo (chiamata colofonia) che aveva le stesse caratteristiche di una tavola e che permise a Raffaello di usare con sicurezza la pittura ad olio. È probabile che, dopo la morte del maestro, gli allievi abbiano rinunciato a completare la decorazione della sala con la medesima tecnica, ricorrendo invece ad un più tradizionale affresco.
Siccome queste due allegorie sono state interamente dipinte nel 1520, esse sono le ultimissime opere di Raffaello: sono ancora più recenti della Trasfigurazione, che era infatti stata iniziata due anni prima.